# Physaria bellii
Physaria bellii är en korsblommig växtart som beskrevs av Gerald Alfred Mulligan. Physaria bellii ingår i släktet Physaria och familjen korsblommiga växter. Inga underarter finns listade i Catalogue of Life.